# Priorado de Santo Edmundo (Cambridge)
O Priorado de Santo Edmundo, Cambridge foi uma prioridade em Cambridgeshire, Inglaterra. Foi criado em 1291 e dissolvido em 1539.